# Halterofilia en los Juegos Olímpicos
La halterofilia o levantamiento de pesas en los Juegos Olímpicos se realiza desde la primera edición (Atenas 1896). Hasta Atlanta 1996 solo podían participar hombres, desde Sídney 2000 ingresan las mujeres a la competencia.
Tras el Campeonato Mundial, es la máxima competición internacional de halterofilia. Es organizado por el Comité Olímpico Internacional (COI), junto con la Federación Internacional de Halterofilia (IWF).

## Categorías

### Masculino
En los primeros juegos, todos los levantadores competían en las mismas pruebas, independientemente de su peso corporal.
Atenas 1896
- Levantamiento a una mano
- Levantamiento a dos manos

St. Louis 1904
- Levantamiento a dos manos
- Concurso completo

Cuando el deporte regresó a los Juegos Olímpicos en 1920, las competiciones se estructuraron como un conjunto de categorías de peso. El número de clases y los límites de peso para cada clase han cambiado varias veces, como se muestra en la siguiente tabla.
| 1920–1936  | 1948       | 1952–1968  | 1972–1976  | 1980–1992  | 1996      | 2000–2016 | 2020      |
| ---------- | ---------- | ---------- | ---------- | ---------- | --------- | --------- | --------- |
| +82.5 kg   | +82.5 kg   | +90 kg     | +110 kg    | +110 kg    | +108 kg   | +105 kg   | +109 kg   |
| +82.5 kg   | +82.5 kg   | +90 kg     | 90–110 kg  | 100–110 kg | +108 kg   | +105 kg   | +109 kg   |
| +82.5 kg   | +82.5 kg   | +90 kg     | 90–110 kg  | 100–110 kg | 99–108 kg | +105 kg   | 96–109 kg |
| +82.5 kg   | +82.5 kg   | +90 kg     | 90–110 kg  | 100–110 kg | 99–108 kg | 94–105 kg | 96–109 kg |
| +82.5 kg   | +82.5 kg   | +90 kg     | 90–110 kg  | 90–100 kg  | 99–108 kg |           | 96–109 kg |
| +82.5 kg   | +82.5 kg   | +90 kg     | 90–110 kg  | 91–99 kg   |           |           | 96–109 kg |
| +82.5 kg   | +82.5 kg   | +90 kg     | 90–110 kg  | 85–94 kg   | 81–96 kg  |           |           |
| +82.5 kg   | +82.5 kg   | +90 kg     | 90–110 kg  | 85–94 kg   | 81–96 kg  | 83–91 kg  |           |
| +82.5 kg   | +82.5 kg   | 82.5–90 kg |            | 85–94 kg   | 81–96 kg  |           |           |
| +82.5 kg   | +82.5 kg   | 77–85 kg   |            |            | 81–96 kg  |           |           |
| +82.5 kg   | +82.5 kg   | 76–83 kg   |            |            | 81–96 kg  |           |           |
| 75–82.5 kg | 75–82.5 kg | 75–82.5 kg | 75–82.5 kg | 75–82.5 kg | 73–81 kg  |           |           |
| 75–82.5 kg | 75–82.5 kg | 75–82.5 kg | 75–82.5 kg | 75–82.5 kg | 73–81 kg  | 69–77 kg  |           |
| 75–82.5 kg | 75–82.5 kg | 75–82.5 kg | 75–82.5 kg | 75–82.5 kg | 73–81 kg  | 70–76 kg  |           |
| 67.5–75 kg |            |            |            |            | 73–81 kg  |           |           |
| 64–70 kg   | 67–73 kg   |            |            |            |           |           |           |
| 64–70 kg   | 67–73 kg   | 62–69 kg   |            |            |           |           |           |
| 64–70 kg   | 67–73 kg   | 60–67.5 kg |            |            |           |           |           |
| 59–64 kg   | 61–67 kg   |            |            |            |           |           |           |
| 59–64 kg   | 61–67 kg   | 56–62 kg   |            |            |           |           |           |
| 59–64 kg   | 61–67 kg   | −60 kg     | 56–60 kg   | 56–60 kg   | 56–60 kg  | 56–60 kg  |           |
| 54–59 kg   | −61 kg     | −60 kg     | 56–60 kg   | 56–60 kg   | 56–60 kg  | 56–60 kg  |           |
| 54–59 kg   | −61 kg     | −60 kg     | −56 kg     | −56 kg     | 52–56 kg  | 52–56 kg  | −56 kg    |
| −54 kg     | −61 kg     | −60 kg     | −56 kg     | −56 kg     | 52–56 kg  | 52–56 kg  | −56 kg    |
| −52 kg     | −61 kg     | −60 kg     | −56 kg     | −56 kg     |           |           | −56 kg    |
| 5          | 6          | 7          | 9          | 10         | 10        | 8         | 7         |

### Femenino
El levantamiento de pesas femenino hizo su debut olímpico en los Juegos de Sídney 2000, con siete categorías de peso.
| 2000–2016 | 2020     |
| --------- | -------- |
| +75 kg    | +87 kg   |
| 69–75 kg  | 76–87 kg |
| 63–69 kg  | 64–76 kg |
| 58–63 kg  | 59–64 kg |
| 53–58 kg  | 55–59 kg |
| 48–53 kg  | 49–55 kg |
| –48 kg    | –49 kg   |
| 7         | 7        |

## Ediciones
| Núm.  | Año  | Sede                          | Instalaciones                             |
| ----- | ---- | ----------------------------- | ----------------------------------------- |
| I     | 1896 | Atenas ( Grecia)              | Estadio Panathinaikó                      |
| —     | 1900 | París ( Francia)              | —                                         |
| II    | 1904 | San Luis ( Estados Unidos)    | Francis Field                             |
| —     | 1908 | Londres ( Reino Unido)        | —                                         |
| —     | 1912 | Estocolmo ( Suecia)           | —                                         |
| III   | 1920 | Amberes ( Bélgica)            | Estadio Olímpico                          |
| IV    | 1924 | París ( Francia)              | Velódromo de Invierno                     |
| V     | 1928 | Ámsterdam ( Países Bajos)     | Krachtsportgebouw                         |
| VI    | 1932 | Los Ángeles ( Estados Unidos) | Auditorio Olímpico                        |
| VII   | 1936 | Berlín ( Alemania)            | Deutschlandhalle                          |
| VIII  | 1948 | Londres ( Reino Unido)        | Centro de Exhibiciones Earls Court        |
| IX    | 1952 | Helsinki ( Finlandia)         | Messuhalli                                |
| X     | 1956 | Melbourne ( Australia)        | Palacio Real de Exposiciones              |
| XI    | 1960 | Roma ( Italia)                | Palazzetto dello Sport                    |
| XII   | 1964 | Tokio ( Japón)                | Sala Pública de Shibuya                   |
| XIII  | 1968 | Ciudad de México ( México)    | Teatro de los Insurgentes                 |
| XIV   | 1972 | Múnich ( RFA)                 | Recinto Ferial                            |
| XV    | 1976 | Montreal ( Canadá)            | Arena St. Michel                          |
| XVI   | 1980 | Moscú ( URSS)                 | Palacio de Deportes Izmailovo             |
| XVII  | 1984 | Los Ángeles ( Estados Unidos) | Pabellón Albert Gersten                   |
| XVIII | 1988 | Seúl ( Corea del Sur)         | Gimnasio Olímpico de Halterofilia         |
| XIX   | 1992 | Barcelona ( España)           | Pabellón de la España Industrial          |
| XX    | 1996 | Atlanta ( Estados Unidos)     | Centro de Congresos Mundial de Georgia    |
| XXI   | 2000 | Sídney ( Australia)           | Centro de Conferencias y Exposiciones     |
| XXII  | 2004 | Atenas ( Grecia)              | Centro Olímpico de Halterofilia Nikaia    |
| XXIII | 2008 | Pekín ( China)                | Gimnasio de la Universidad de Beihang     |
| XXIV  | 2012 | Londres ( Reino Unido)        | Centro de Exposiciones ExCeL – Pabellón 1 |
| XXV   | 2016 | Río de Janeiro ( Brasil)      | Riocentro – Pabellón 2                    |
| XXVI  | 2020 | Tokio ( Japón)                | Foro Internacional                        |
| XXVII | 2024 | París ( Francia)              | Arena Paris Sud 6                         |

## Medallero histórico
- Actualizado a París 2024 (con los últimos casos de dopaje y correspondientes reasignaciones a junio de 2023).

| Núm. | País                           | Oro | Plata | Bronce | Total |
| ---- | ------------------------------ | --- | ----- | ------ | ----- |
| 1    | Rusia                          | 48  | 32    | 9      | 89    |
| 2    | República Popular China        | 44  | 15    | 8      | 67    |
| 3    | Estados Unidos                 | 17  | 17    | 14     | 48    |
| 4    | Bulgaria                       | 13  | 17    | 9      | 39    |
| 5    | Alemania                       | 9   | 13    | 16     | 38    |
| 6    | Irán                           | 9   | 6     | 5      | 20    |
| 7    | Francia                        | 9   | 3     | 3      | 15    |
| 8    | Turquía                        | 8   | 1     | 2      | 11    |
| 9    | Polonia                        | 6   | 6     | 22     | 34    |
| 10   | Grecia                         | 6   | 5     | 4      | 15    |
| 11   | Corea del Norte                | 5   | 8     | 5      | 18    |
| 12   | Italia                         | 5   | 5     | 8      | 18    |
| 13   | Egipto                         | 5   | 5     | 5      | 15    |
| 14   | Tailandia                      | 5   | 4     | 9      | 18    |
| 15   | China Taipéi                   | 4   | 2     | 5      | 11    |
| 16   | Georgia                        | 4   | 1     | 3      | 8     |
| 17   | Corea del Sur                  | 3   | 7     | 6      | 16    |
| 18   | Austria                        | 3   | 4     | 2      | 9     |
| 19   | Checoslovaquia                 | 3   | 2     | 3      | 8     |
| 20   | Hungría                        | 2   | 9     | 9      | 20    |
| 21   | Rumania                        | 2   | 7     | 3      | 12    |
| 22   | Colombia                       | 2   | 6     | 3      | 11    |
| 23   | Japón                          | 2   | 3     | 10     | 15    |
| 24   | Canadá                         | 2   | 3     | 1      | 6     |
| 25   | Cuba                           | 2   | 1     | 5      | 8     |
| 26   | Ucrania                        | 2   | 1     | 2      | 5     |
| 27   | Uzbekistán                     | 2   | 1     | 1      | 4     |
| 28   | Noruega                        | 2   | 0     | 0      | 2     |
| 29   | Indonesia                      | 1   | 7     | 8      | 16    |
| 30   | Kazajistán                     | 1   | 4     | 6      | 11    |
| 31   | Reino Unido                    | 1   | 4     | 4      | 9     |
| 32   | Bielorrusia                    | 1   | 4     | 3      | 8     |
| 33   | Estonia                        | 1   | 3     | 3      | 7     |
| 34   | Bélgica                        | 1   | 2     | 1      | 4     |
| 35   | Dinamarca                      | 1   | 2     | 0      | 3     |
| 36   | Australia                      | 1   | 1     | 2      | 4     |
| 36   | Ecuador                        | 1   | 1     | 2      | 4     |
| 38   | España                         | 1   | 1     | 1      | 3     |
| 39   | Filipinas                      | 1   | 1     | 0      | 2     |
| 40   | México                         | 1   | 0     | 3      | 4     |
| 41   | Finlandia                      | 1   | 0     | 2      | 3     |
| 42   | Catar                          | 1   | 0     | 1      | 2     |
| 42   | Croacia                        | 1   | 0     | 1      | 2     |
| 44   | Armenia                        | 0   | 5     | 2      | 7     |
| 45   | Suiza                          | 0   | 2     | 2      | 4     |
| 46   | Venezuela                      | 0   | 2     | 1      | 3     |
| 47   | Letonia                        | 0   | 1     | 2      | 3     |
| 47   | Trinidad y Tobago              | 0   | 1     | 2      | 3     |
| 49   | Argentina                      | 0   | 1     | 1      | 2     |
| 49   | India                          | 0   | 1     | 1      | 2     |
| 49   | Nigeria                        | 0   | 1     | 1      | 2     |
| 49   | República Dominicana           | 0   | 1     | 1      | 2     |
| 49   | Vietnam                        | 0   | 1     | 1      | 2     |
| 54   | Líbano                         | 0   | 1     | 0      | 1     |
| 54   | Luxemburgo                     | 0   | 1     | 0      | 1     |
| 54   | Samoa                          | 0   | 1     | 0      | 1     |
| 54   | Singapur                       | 0   | 1     | 0      | 1     |
| 54   | Turkmenistán                   | 0   | 1     | 0      | 1     |
| 59   | Suecia                         | 0   | 0     | 4      | 4     |
| 60   | Países Bajos                   | 0   | 0     | 3      | 3     |
| 61   | Atletas Individuales Neutrales | 0   | 0     | 1      | 1     |
| 61   | Baréin                         | 0   | 0     | 1      | 1     |
| 61   | Camerún                        | 0   | 0     | 1      | 1     |
| 61   | Irak                           | 0   | 0     | 1      | 1     |
| 61   | Lituania                       | 0   | 0     | 1      | 1     |
| 61   | Siria                          | 0   | 0     | 1      | 1     |
|      | TOTAL                          | 239 | 235   | 236    | 710   |

1. ↑  Incluye las medallas obtenidas por la URSS y el Equipo Unificado.
2. ↑  Incluye las medallas obtenidas por la RFA y la RDA entre 1949 y 1990.

## Máximos medallistas
La tabla muestra aquellos deportistas que han ganado al menos 2 medallas de oro.

### Hombres
| Pos. | Atleta               | País                               | Pesos                       | de   | hasta | Oro | Plata | Bronce | Total |
| ---- | -------------------- | ---------------------------------- | --------------------------- | ---- | ----- | --- | ----- | ------ | ----- |
| 1    | Pyrros Dimas         | Grecia                             | 82.5 kg / 83 kg / 85 kg     | 1992 | 2004  | 3   | –     | 1      | 4     |
| 2    | Kakhi Kakhiashvili   | Equipo Unificado · Grecia          | 90 kg / 99 kg / 94 kg       | 1992 | 2000  | 3   | –     | –      | 3     |
| 2    | Halil Mutlu          | Turquía                            | 54 kg / 56 kg               | 1996 | 2004  | 3   | –     | –      | 3     |
| 2    | Naim Süleymanoğlu    | Turquía                            | 60 kg / 64 kg               | 1988 | 1996  | 3   | –     | –      | 3     |
| 2    | Lü Xiaojun           | China                              | 77 kg / 81 kg               | 2012 | 2020  | 3   | –     | –      | 3     |
| 2    | Lasha Talakhadze     | Georgia                            | +102 kg / +105 kg / +109 kg | 2016 | 2024  | 3   | –     | –      | 3     |
| 7    | Louis Hostin         | Francia                            | 82.5 kg                     | 1928 | 1936  | 2   | 1     | –      | 3     |
| 7    | Tommy Kono           | Estados Unidos                     | 67.5 kg / 75 kg / 82.5 kg   | 1952 | 1960  | 2   | 1     | –      | 3     |
| 7    | Yoshinobu Miyake     | Japón                              | 56 kg / 60 kg               | 1960 | 1968  | 2   | 1     | –      | 3     |
| 10   | Arkadi Vorobiov      | Unión Soviética                    | 82.5 kg / 90 kg             | 1952 | 1960  | 2   | –     | 1      | 3     |
| 11   | Vasili Alekséyev     | Unión Soviética                    | +110 kg                     | 1972 | 1976  | 2   | –     | –      | 2     |
| 11   | Norair Nurikyan      | Bulgaria                           | 56 kg / 60 kg               | 1972 | 1976  | 2   | -     | –      | 2     |
| 11   | Waldemar Baszanowski | Polonia                            | 67.5 kg                     | 1964 | 1968  | 2   | –     | –      | 2     |
| 11   | John Davis           | Estados Unidos                     | +82.5 kg / +90 kg           | 1948 | 1952  | 2   | –     | –      | 2     |
| 11   | Aleksandr Kurlovich  | Unión Soviética · Equipo Unificado | +110 kg                     | 1988 | 1992  | 2   | –     | –      | 2     |
| 11   | Long Qingquan        | China                              | 56 kg                       | 2008 | 2016  | 2   | –     | –      | 2     |
| 11   | Hossein Rezazadeh    | Irán                               | +105 kg                     | 2000 | 2004  | 2   | –     | –      | 2     |
| 11   | Charles Vinci        | Estados Unidos                     | 56 kg                       | 1956 | 1960  | 2   | –     | –      | 2     |
| 11   | Leonid Zhabotinsky   | Unión Soviética                    | +90 kg                      | 1964 | 1968  | 2   | –     | –      | 2     |
| 11   | Zhan Xugang          | China                              | 70 kg / 77 kg               | 1996 | 2000  | 2   | –     | –      | 2     |
| 11   | Shi Zhiyong          | China                              | 69 kg / 73 kg               | 2016 | 2020  | 2   | –     | –      | 2     |
| 11   | Li Fabin             | China                              | 61 kg                       | 2020 | 2024  | 2   | –     | –      | 2     |

### Mujeres
| Pos. | Atleta         | País            | Pesos         | de   | hasta | Oro | Plata | Bronce | Total |
| ---- | -------------- | --------------- | ------------- | ---- | ----- | --- | ----- | ------ | ----- |
| 1    | Chen Yanqing   | China           | 58 kg         | 2004 | 2008  | 2   | –     | –      | 2     |
| 2    | Hsu Shu-ching  | China Taipéi    | 53 kg         | 2012 | 2016  | 2   | –     | –      | 2     |
| 3    | Rim Jong-sim   | Corea del Norte | 69 kg / 75 kg | 2012 | 2016  | 2   | –     | –      | 2     |
| 4    | Hou Zhihui     | China           | 49 kg         | 2020 | 2024  | 2   | –     | –      | 2     |
| 5    | Li Wenwen      | China           | 81 kg / 87 kg | 2020 | 2024  | 2   | –     | –      | 2     |
| 6    | Maude Charron  | Canadá          | 59 kg / 64 kg | 2020 | 2024  | 1   | 1     | –      | 2     |
| 7    | Kuo Hsing-chun | China Taipéi    | 58 kg / 59 kg | 2016 | 2024  | 1   | –     | 2      | 3     |
| 8    | Neisi Dajomes  | Ecuador         | 76 kg / 81 kg | 2020 | 2024  | 1   | –     | 1      | 2     |